# Lastra sepolcrale di Bartolomeo Lamberti
La lastra sepolcrale di Bartolomeo Lamberti è una scultura in marmo di Botticino (210x83x10 cm) attribuibile a uno scultore veneto, databile a dopo il 1479 e conservata nel museo di Santa Giulia di Brescia, nella sezione "L'età veneta".

## Storia
La lapide viene realizzata per tumulare le spoglie di Bartolomeo Lamberti, cittadino bresciano morto nel 1457. Il monumento però deve essere stato realizzato dopo il 1479, data in cui il figlio Tommaso Lamberti ottenne il titolo di conte. Il sepolcro del Lamberti e la sua lapide trovano collocazione nella chiesa di San Domenico, in un punto imprecisato, sicuramente a parete data la concezione compositiva della lastra.
All'inizio del XIX secolo il monastero domenicano viene soppresso e la chiesa sarà demolita a metà del secolo. Dalla distruzione vengono volontariamente salvate la maggior parte delle lapidi e delle iscrizioni conservate nell'edificio. Molte vengono vendute, soprattutto quelle di epoca romana, mentre altre vengono acquisite dai Civici Musei, tra cui la lastra in questione.
La lapide è già presente nel museo dell'Età Cristiana, aperto nella chiesa di Santa Giulia e nel coro delle monache del monastero di Santa Giulia a Brescia, nella seconda metà dell'Ottocento, come si deduce da fotografie dell'epoca. Con l'apertura del museo di Santa Giulia nel 1998, l'opera trova collocazione stabile nella sezione "L'età veneta".

## Descrizione
La lapide, di dimensioni notevoli, è strutturata su tre registri principali: un basamento, dove attorno al tondo centrale, in origine recante lo stemma familiare, sono disposti simboli legati all'iconografia funeraria, un'alta fascia centrale ospitante l'iscrizione dedicatoria e un coronamento a lunetta raffigurante Gesù deposto nel sepolcro da due angeli, impostato su un fregio ornato a motivi vegetali.
La lunetta è infine coronata, ai fianchi e in cima, da altri ornamenti a motivo vegetale. I vari settori sono separati da cornici variamente modanate.

## Stile
La lapide rappresenta un'importante testimonianza artistica dell'epoca, dovuta alla relativa modernità espressiva e alla raffinata iscrizione "all'antica" che riporta. Assieme al monumento funebre di Domenico de Dominici in Duomo vecchio, del 1478, queste due opere si distaccano nettamente dalla cultura artistica dell'epoca che, fino al decennio precedente, produceva una scultura figurativa già più monumentale rispetto al passato ma ancora improntata verso uno stile piuttosto austero e irrigidito quali il trittico di sant'Onorio o la lunetta del portale della basilica di Santa Maria delle Grazie.
Nel complesso, le due opere non sembrano presentare aspetti in comune agli usi allora ricorrenti nella scultura locale ed è pertanto da escludere l'attribuzione a maestranze bresciane. Molto più probabile, invece, che i due monumenti siano pervenuti dall'entroterra veneto, oppure che siano stati comunque realizzati a Brescia ma da scalpellini con precedenti esperienze a Verona o Vicenza.
Come già accennato, anche la stessa iscrizione dedicatoria, dalla quale risulta abraso il titolo nobiliare del Lamberti sulla prima riga, costituisce un importante esempio di epigrafia "all'antica", cioè di netta ispirazione classicista e ripresa alla pari dalle antiche iscrizioni di età romana, nonché eseguita con grande raffinatezza. Anche in questo caso siamo di fronte a una grande modernità per l'epoca, dove il rinnovamento della cultura in senso umanistico trovava, a Brescia, le sue prime applicazioni proprio in questa ristretta serie di opere d'arte.
Nel 2010 Vito Zani affianca la Deposizione di Cristo nella lunetta di coronamento a quella presente sul rovescio di una medaglia di Matteo de' Pasti, veronese, ritenuta della metà degli anni '60 del XV secolo.